# Thomas Traumann
Thomas Timothy Traumann (Rolândia, 29 de julho de 1967) é um jornalista brasileiro, consultor político-econômico, palestrante corporativo e acadêmico e ainda pesquisador da Diretoria de Análise de Políticas Públicas da Fundação Getúlio Vargas (DAPP-FGV), no Rio de Janeiro.  
Traumann foi porta-voz da Presidência da República e ministro da Secretaria de Comunicação Social, ambos no governo Dilma Rousseff. Em 2014, foi condecorado com a Ordem de Rio Branco - ORB. Em outubro de 2018 lançou o livro O pior emprego do mundo - 14 ministros da Fazenda contam como tomaram as decisões que mudaram o Brasil e mexeram no seu bolso, com grande repercussão na imprensa.

## Biografia
É um dos cinco filhos de Michael Traumann, judeu alemão refugiado de guerra, com uma pedagoga norte-americana. Cresceu em uma fazenda em Rolândia, no norte do Paraná.
Formou-se em jornalismo na Universidade Federal do Paraná (UFPR), em Curitiba, e mora atualmente no Rio de Janeiro com sua esposa e três filhos.

## Carreira jornalística
Traumann foi correspondente da Folha de S. Paulo, em Curitiba, entre 1990 e 1994, quando mudou-se para São Paulo para participar do núcleo da agência de notícias que resultaria na criação do portal de notícias UOL.
Em 1995 transferiu-se para a revista Veja. Cobriu o avanço do desmatamento e a ação ilegal de madeireiras estrangeiras na Amazônia e coordenou a edição especial de Veja Ecologia, em 1997. Foi editor de assuntos gerais da revista. Em cinco anos, participou de mais de vinte capas.
Em 2000 voltou para a Folha de S. Paulo como repórter especial. Cobriu a ação de guerrilheiros na Colômbia, as eleições no Equador, a busca de tribos de índios isolados no Vale do Javari (Amazonas), desastres ambientais da Petrobras, ações do Movimento dos Sem Terra e a crise política na prefeitura de São Paulo na gestão Pitta. Especializou-se na cobertura do Partido dos Trabalhadores (PT).
Traumann passou a integrar a equipe da Revista Época em 2001, onde foi responsável pela cobertura da campanha presidencial de Luiz Inácio Lula da Silva. Fez quatro entrevistas exclusivas com o então candidato, antecipou o poder que José Dirceu teria no futuro governo e relatou a ascensão de Antonio Palocci junto a Lula.
Mudou-se para o Rio de Janeiro em 2002 para ser o chefe da sucursal carioca da revista Época. No ano seguinte, acumulou a função de chefe da sucursal com a de colunista de política (seção que, sucessivamente, se chamou Portal, Bastidores e, finalmente, Janela Indiscreta). Durante a cobertura do escândalo do mensalão, em 2005, publicou a explosiva entrevista em que o então presidente do Partido Liberal (PL), Valdemar da Costa Neto, detalhou como recebeu malas de dinheiro de Marcos Valério, a mando do PT. Em 2006 criou a newsletter O Filtro, um resumo das principais notícias do dia distribuído todas as manhãs para mais de 250 mil assinantes da revista Época. Foi também convidado eventual do programa Entre Aspas, da Globonews.
Em 2008 transferiu-se para a consultoria de comunicação espanhola Llorente & Cuenca, sendo responsável pela abertura do primeiro escritório em país não-hispânico. Mais tarde, em maio de 2010, Traumann foi contratado pela FSB Comunicações para chefiar a comunicação corporativa do Grupo Andrade Gutierrez.
Desligou-se da FSB Comunicações em janeiro de 2011 para assumir a coordenação de imprensa da Casa Civil da Presidência da República como assessor especial do então ministro Antonio Palocci. Com a saída de Palocci do governo, em junho de 2011, tornou-se assessor especial da Secretaria de Comunicação Social (Secom), e porta-voz da Presidência da República.

## Ministro de Estado
De fevereiro de 2014 a março de 2015, foi ministro-chefe de Comunicação, tornando-se o responsável pela área de comunicação da Presidência. O ministro organizou a estratégia digital do governo federal, além de coordenar a comunicação da Copa do Mundo de 2014 que resultou no prêmio PR Week Global Awards 2015 na categoria “Campanha do Ano – Setor Público”. O programa de comunicação “Fora do campo: o Brasil na Copa do Mundo da Fifa 2014” foi eleito o melhor case de comunicação pública de 2014. A estratégia de assessoria de imprensa e mídias sociais desenvolvida para divulgar o Brasil no exterior – mostrar sua diversidade e o compromisso do país com o desenvolvimento sustentável – gerou mais de 7.000 reportagens em mais de 12 línguas e o aumento de seguidores do canal BrazilGovNews, em inglês, nas redes sociais (40% no Twitter e 33% no Facebook). 
Traumann disciplinou ainda a publicidade dos órgãos e entidades do Executivo através da Instrução Normativa Nº 7 da Secom (dezembro de 2014), que impede o poder público de fazer publicidade sem medições de audiência ou tiragem de veículos. O ministro também fez parte da delegação oficial do Brasil em mais de vinte viagens oficiais, incluindo os encontros de cúpula do G20 e BRICS, e integrou o Conselho de Desenvolvimento Econômico e Social da Presidência da República. Em 25 de março de 2015, pediu demissão da Secom.

### Saída do governo Dilma
No dia 17 de março de 2015, o jornal Estado de São Paulo publicou um documento elaborado pela Secretaria de Comunicação Social, chefiada por Traumann, que apontava “caos político” e erros na estratégia de comunicação do governo de Dilma Rousseff. O documento, vazado para a imprensa, era uma comunicação interna, reservada a integrantes do governo. De acordo com o jornal Estado de São Paulo, Dilma teria ficado muito irritada com o vazamento do texto.
No dia 24 de março de 2015, a Comissão de Ética Pública da Presidência da República instaurou processo para apurar a responsabilidade de Traumann no vazamento do documento. O processo de apuração de infração ética pelo órgão foi realizado após pedido do senador Aloysio Nunes Ferreira (PSDB-SP). Traumann pediu demissão do governo um dia após a abertura do processo, no dia 25 de março de 2015. Após quatro meses de análise, em 28 de julho de 2015 a Comissão isentou Traumann de infração ética no episódio, avaliando não haver provas suficientes de uma eventual participação do ex-ministro no vazamento no documento.
Em 18 de abril de 2016, um dia após a aprovação do impeachment de Dilma Rousseff pela Câmara, Traumann reuniu-se com o vice-presidente Michel Temer, que viria a substituir Dilma quando o processo fosse aprovado pelo Congresso, ao lado de Moreira Franco. De acordo com o senador Cássio Cunha Lima (PSDB-PB), haveria conversas sobre o PMDB levar Traumann para o governo Temer, o que, entretanto, não aconteceu. Segundo o ex-secretário de Imprensa do Planalto, Olímpio Cruz, a presidente teria dito ter ficado pasma com a deslealdade e traição de Traumann no episódio da visita do jornalista a Temer.

## Comentarista político
Thomas Traumann estreou em fevereiro de 2019 como comentarista da Rádio Globo no programa Redação Globo, apresentado pela jornalista Rosana Jatobá. Todas as segundas e sextas-feiras, Traumann analisa as principais questões políticas do país no quadro “Traduzindo Brasília”.
O programa Redação Globo traz as informações mais relevantes do dia no Brasil e no mundo de segunda a sexta-feira, das 17h às 18h30. Traumann, que integra o time de comentaristas do programa, faz uma previsão do que será importante na semana às segundas. Na sexta, o jornalista analisa os principais fatos da semana.

## Consultoria, palestras e o livro O pior emprego do mundo
Atualmente, Traumann se dedica à consultoria empresarial para diversos clientes de vários setores. Desde 2016, é pesquisador da Diretoria de Análise de Políticas Públicas da Fundação Getúlio Vargas (DAPP-FGV), no Rio de Janeiro, e promove ainda palestras em universidades e empresas sobre o cenário político-econômico brasileiro. 
Em outubro de 2018, lançou o livro “O pior emprego do mundo - 14 ministros da Fazenda contam como tomaram as decisões que mudaram o Brasil e mexeram no seu bolso”, com ampla repercussão na imprensa. A obra é resultado de três anos de pesquisa e de entrevistas presenciais com 14 ex-ministros da Fazenda, entre eles Delfim Netto, Fernando Henrique Cardoso, Guido Mantega, Henrique Meirelles, Antonio Palocci e Zélia Cardoso de Mello, que relataram fatos marcantes como planos Cruzado, Real, confisco das cadernetas, tarifas de energia, dívida externa e hiperinflação (para quem não viveu ou se esqueceu do que é uma inflação descontrolada, o livro traz um dado espantoso: o valor de compra de um automóvel Gol em agosto de 1989 servia apenas para comprar os quatro pneus sete meses depois, em março de 1990).
Trata-se de uma grande reportagem sobre o poder, como ele é exercido e a complexa relação entre o comandante da economia e o presidente da república. Na obra, Traumann traça um vasto panorama da economia brasileira e aborda as piores crises dos últimos 50 anos. Explica ainda como o Brasil se tornou o país com a maior dívida externa do mundo, mostra de que maneira os protestos de 2013 influenciaram na explosão do déficit das contas públicas e revela como a economia foi decisiva para o impeachment de Fernando Collor e Dilma Rousseff, mas salvou FHC, Lula e Michel Temer nas votações no Congresso. 
Algumas considerações que constam no livro: 
1- Paulo Guedes, do governo Bolsonaro, não é o primeiro a comandar um superministério. Na era Collor, o ministro Marcílio Marques Moreira acumulou as pastas da Fazenda, do Planejamento e da Indústria. Acabou apanhando por causa da crise política. 
2- Diante da iminência do choque do petróleo, o então ministro da Fazenda Delfim Netto propôs ao presidente Médici, em 1972, o fim do monopólio da Petrobras e a abertura do mercado como forma de reduzir a dependências das importações brasileiras, que haviam explodido com o crescimento do chamado milagre econômico brasileiro. A proposta foi bombardeada pelo general Ernesto Geisel, que presidia a Petrobras e tinha mais poder que os ministros da Esplanada em Brasília. Geisel não acreditou na informação que Delfim trouxera de uma reunião do FMI de que os árabes preparavam uma alta unificada de preços.  O então ministro francês Giscard D’Estaing foi o autor da confidência a Delfim, mas Geisel reagiu: “Quem entende de petróleo sou eu.” Pouco depois, os países árabes criaram a OPEP e o preço do barril de petróleo saltou de US$ 3,00 para US$ 11,30 de imediato.
3- No final de 1989, com o Brasil já vivendo uma hiperinflação e com um governo sem credibilidade, o Ministro Maílson da Nóbrega sugeriu e o presidente Sarney convocou uma reunião para discutir sua renúncia ao cargo. A ideia era antecipar a posse do futuro presidente, Fernando Collor, que só ocorreria em 15 de março de 1990, tempo demais para um governo sem alternativas para deter a crise. A proposta só não vingou por reação do ministro do Exército, Leônidas Pires. O general disse que a renúncia poderia “manchar a imagem dos militares na transição democrática”.

4- No início de 2013, Dilma Rousseff fez um pronunciamento em rede nacional para anunciar que a redução da tarifa de energia elétrica para o consumidor seria de 18% e de até 32% para a indústria e comércio. O ministro Guido Mantega confidenciou a Traumann que não teve palavra final sobre isso. “A minha ideia era só fazer o desconto para as empresas. Tentei argumentar, mas a presidente reagiu: ´Tem que ser assim porque se eu fizer um desconto apenas para a indústria vão dizer que não estou beneficiando a população´. Argumentei. Ela não ouviu e enfiou todos os domicílios no projeto. Não havia um cálculo detalhado de quanto custaria o programa incluindo o desconto para as residências”.